# Pierre Billon (Schriftsteller)
Pierre Billon (* 15. Juni 1937 in Genf) ist ein kanadisch-schweizerischer Schriftsteller und Drehbuchautor.

## Leben
Pierre Billon kam 1962 nach Kanada und studierte Pädagogik an der Universität Montreal. Neben seiner Tätigkeit als Lehrer wirkte er als Berater für das Ministère de la Culture et des Communications von Québec. Er ist Autor von acht Romanen, die insbesondere dem Genre Science-Fiction zugerechnet werden, und mehrerer Drehbücher für Film und Fernsehen.

## Auszeichnungen
- 1983: Grand Prix de l’Imaginaire für L’enfant du cinquième Nord
- 1983: Prix Boréal

## Werke

### Romane
- L’ogre de barbarie, 1972
  - Catherine und die Schweizer. Neff, Wien 1972, ISBN 3-7014-0090-3
- La chausse-trappe, 1980
- L’enfant du cinquième Nord, 1982
- Le livre de seul, 1983
- L’ultime alliance, 1990
- Nouvelle-France, 1998
- Un bâillement du diable, 1998
  - Ein Gähnen des Teufels. Ehrenwirth, München 2000, ISBN 3-431-03583-3
    - Taschenbuchausgabe als: Die fünfte Offenbarung. Thriller. Bastei-Lübbe, Bergisch Gladbach 2002, ISBN 3-404-14747-2
- Dans le secret des Dieux, 2008

### Drehbücher

#### Film
- Séraphin: Un homme et son péché, 2002
- Daniel et les superdogs, 2003
- Nouvelle-France, 2004

#### Fernsehen
- Secret de famille, 1989
- Justice express, 1989
- Échec et mat! (Episode der Serie Le Retour d’Arsène Lupin), 1993
- La présence des ombres, 1993
- Dernier Cri (Episode der Serie Les Cinq Dernières Minutes), 1995
- En danger de vie, 1995
- Une petite fille particulière, 1995
- L’enfant des Appalaches, 1996
- Que reste-t-il..., 1997
- Un enfant, un secret, 1998
- Mémoires en fuite, 1999
- Le fantôme dans le miroir, 2000
- L’otage (Dokufiktion für die Serie C’est arrivé près de chez vous), 2000